# Palazzo Fanzago (Clusone)
Palazzo Fanzago è un edificio situato a Clusone all'inizio di via Pietro Fanzago.

## Storia e descrizione
Il palazzo è stato per almeno due secoli la residenza della nobile famiglia Fanzago e comprendeva la loro bottega di fonditori e di artisti della metallurgia.
Il palazzo è stato profondamente modificato sia all'esterno che all'interno, con successive suddivisioni sia nel cortile che nella struttura interna.
Il complesso conserva ancora tracce dell'antica abitazione con due porte seicentesche con lo stemma dei Fanzago e dei Benzoni, con i quali si erano imparentati. Si notano anche un affresco esterno e alcune iscrizioni interne.
La parte meno modificata è in cattive condizioni.

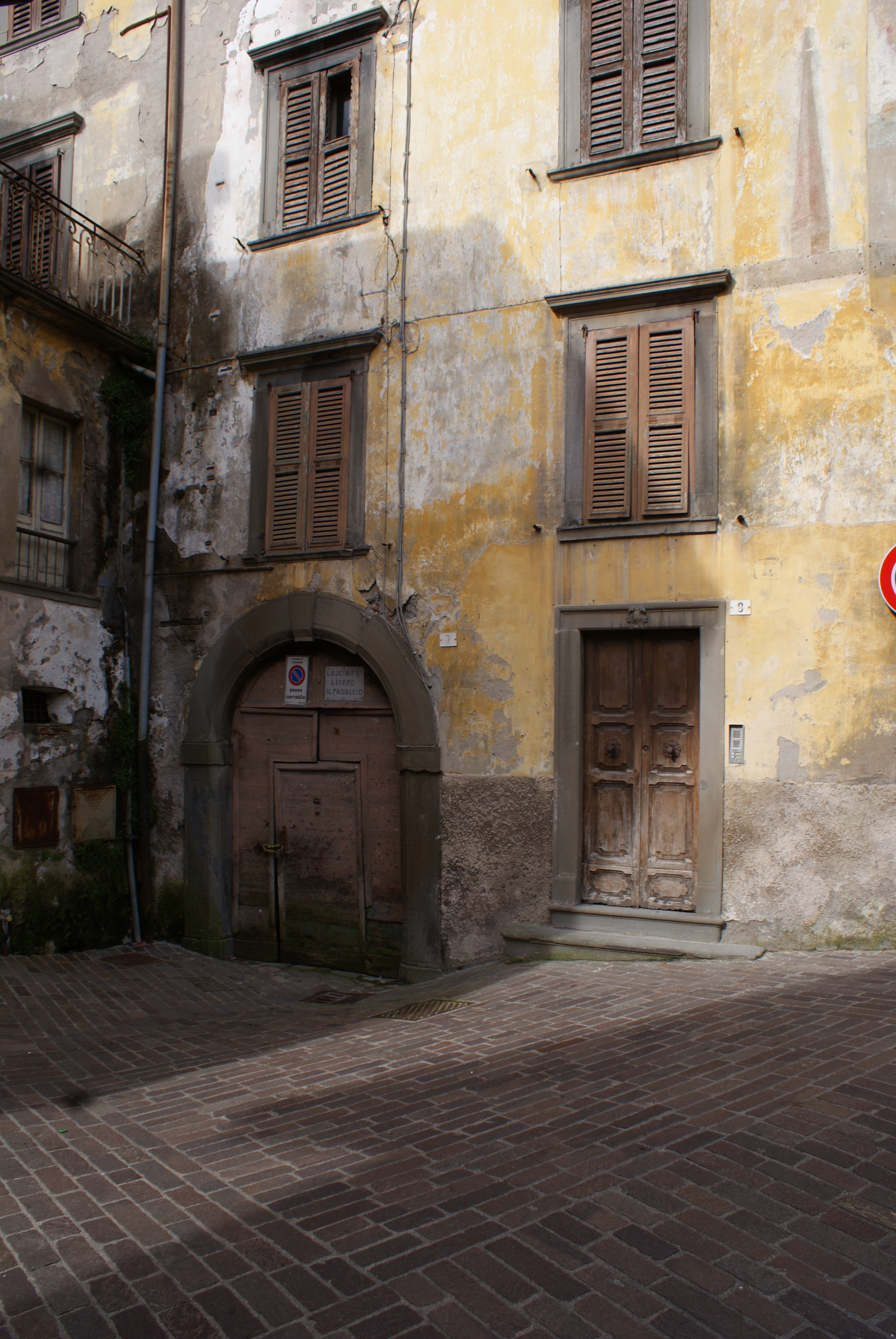
Palazzo Fanzago
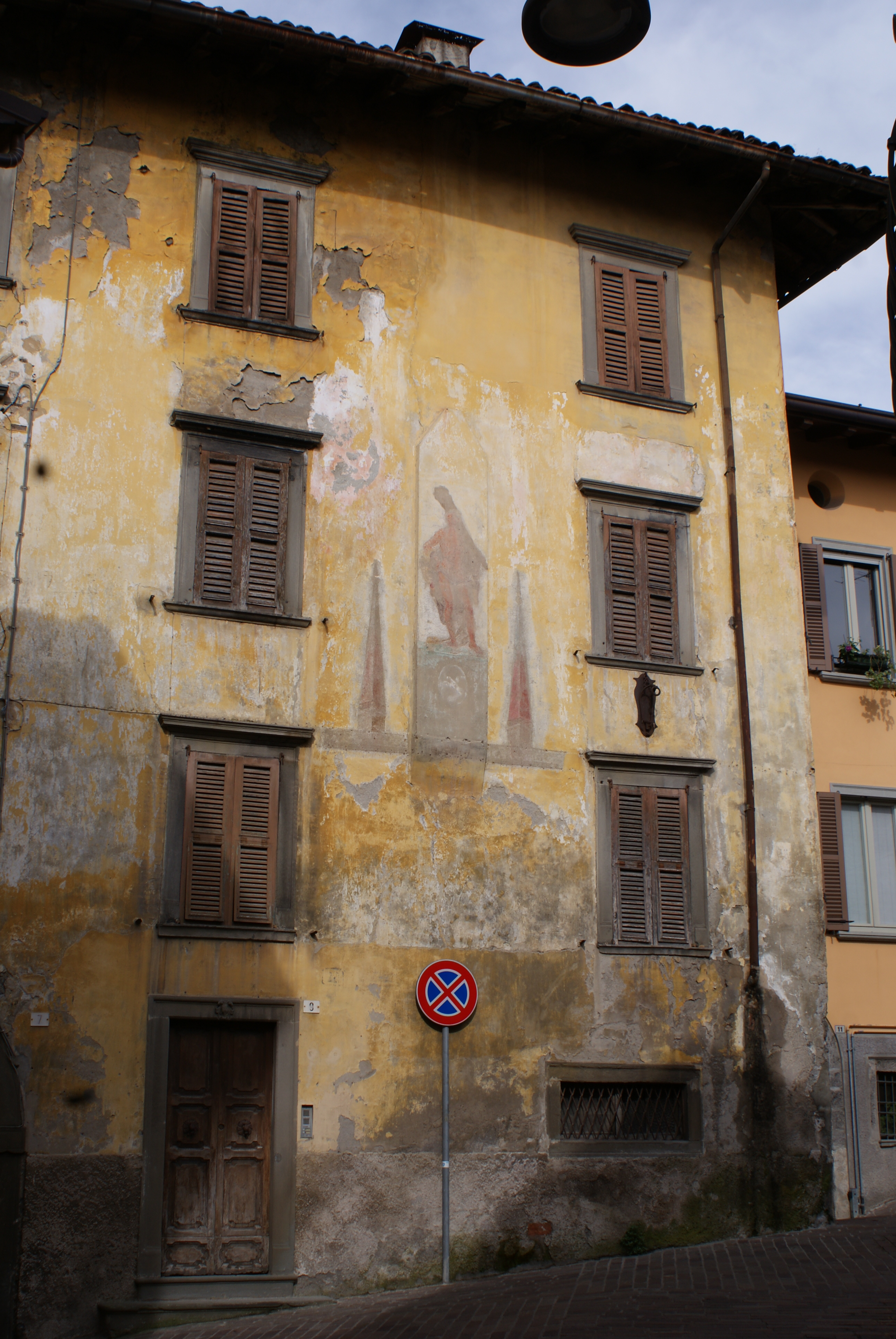
Palazzo Fanzago
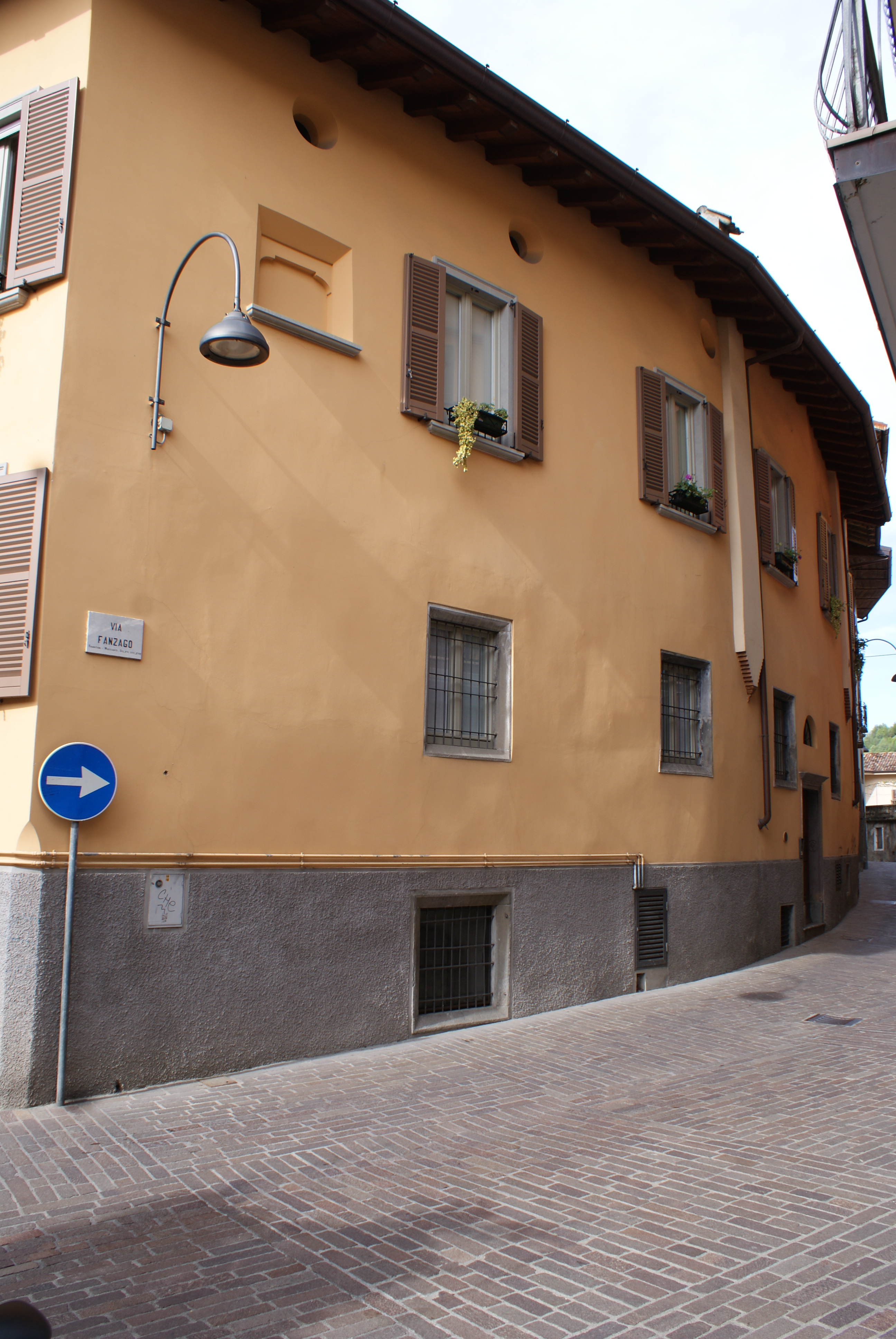
Palazzo Fanzago
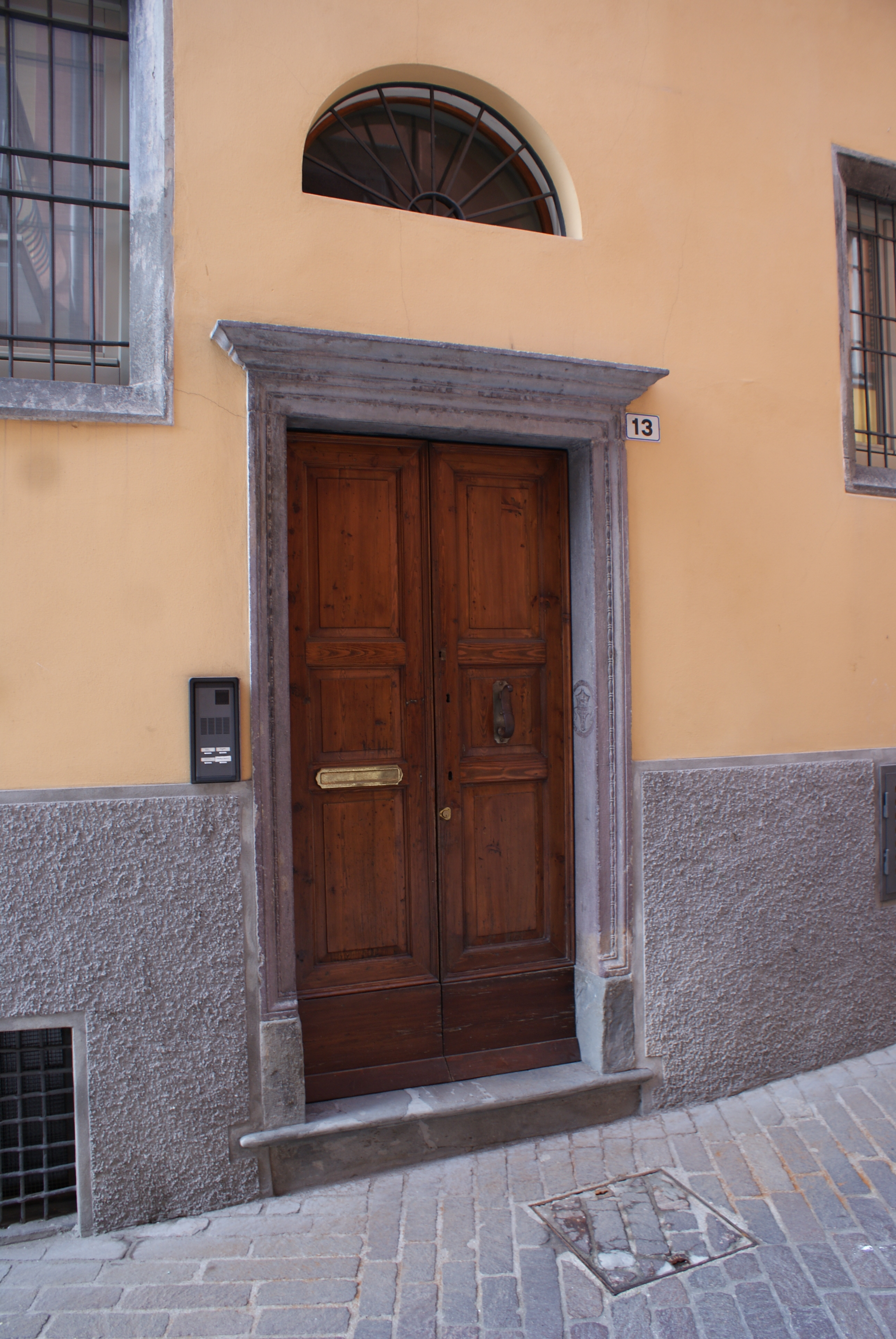
Palazzo Fanzago
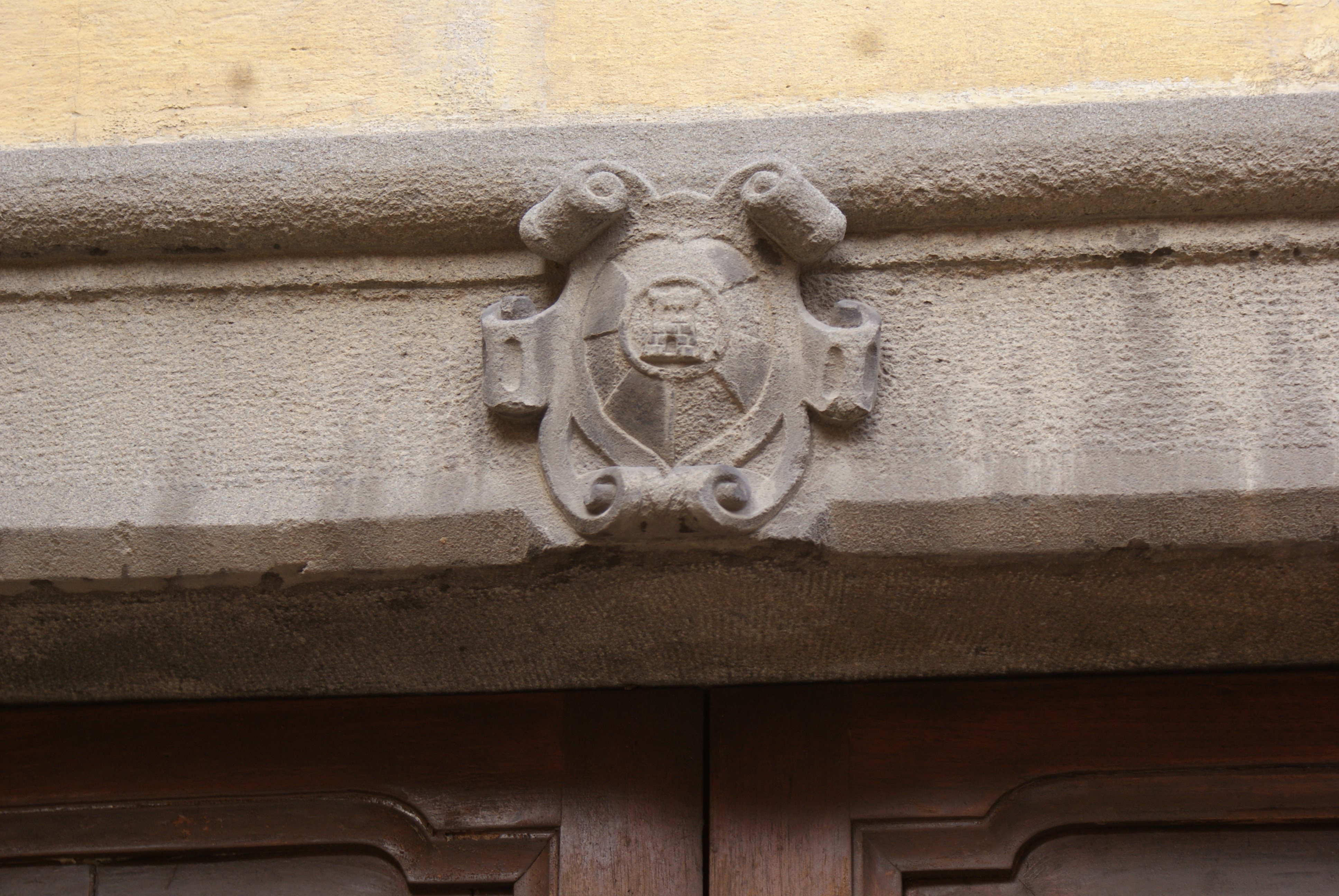
Palazzo Fanzago: stemma della nobile famiglia Fanzago
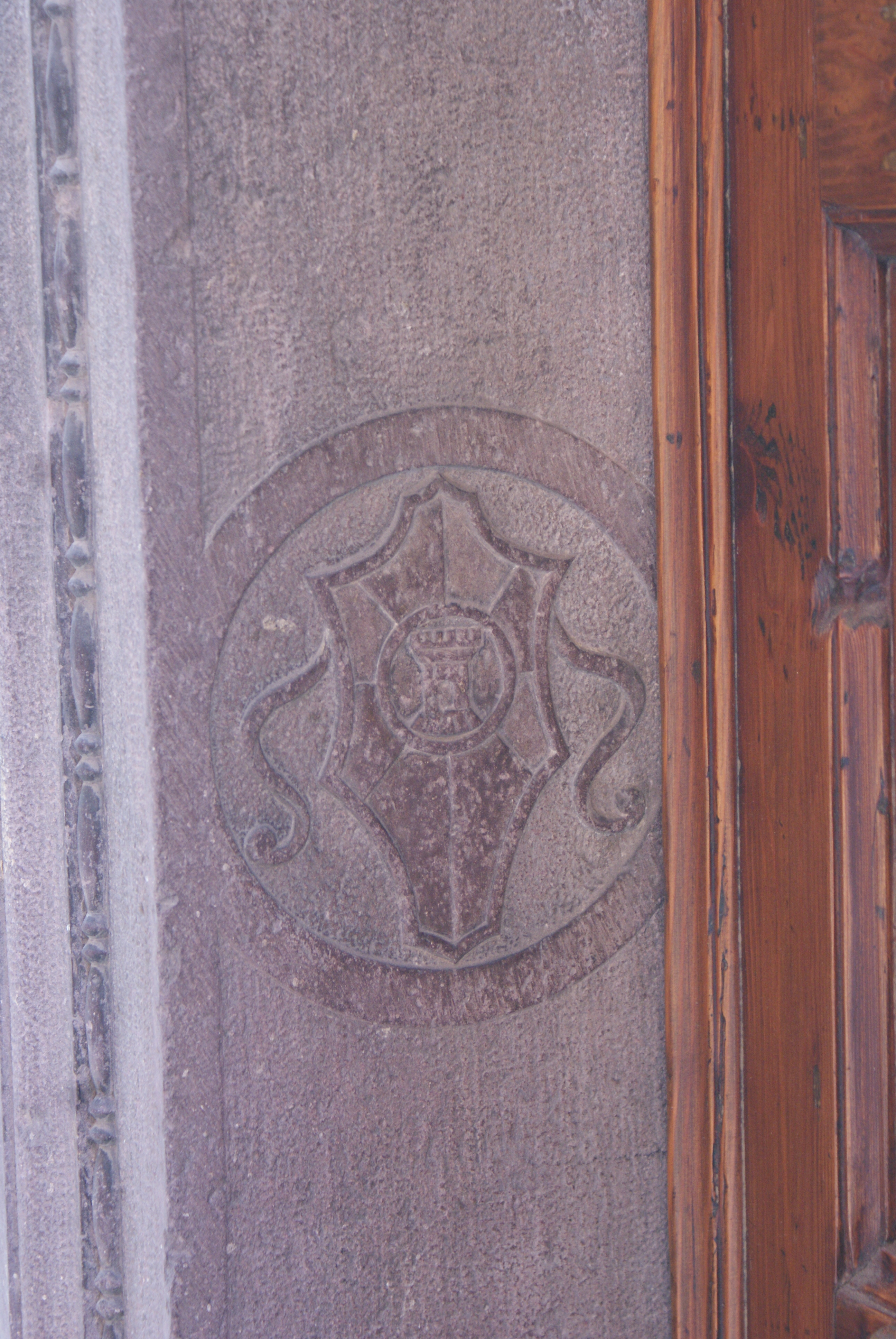
Palazzo Fanzago: stemma della nobile famiglia Fanzago
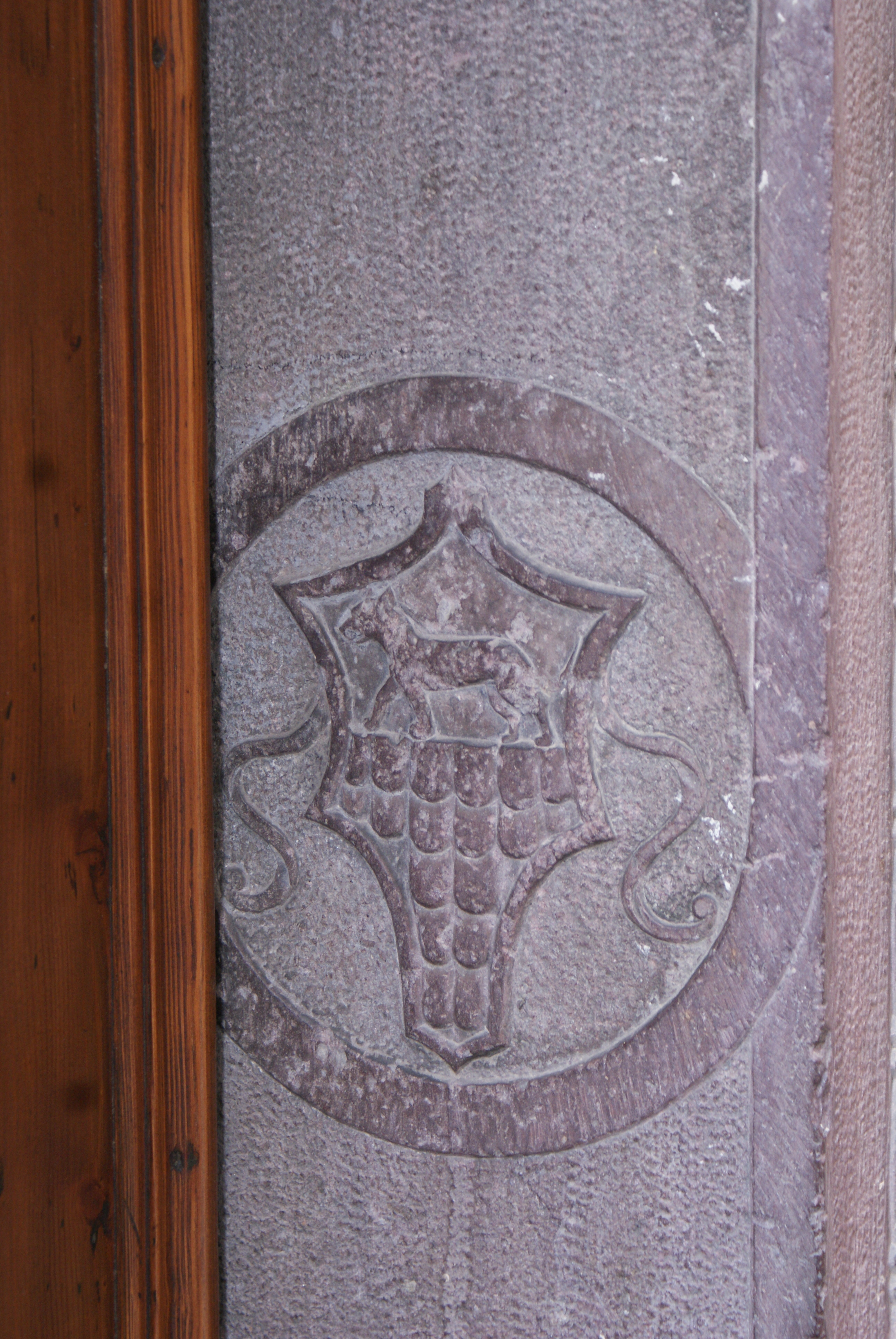
Palazzo Fanzago: stemma della nobile famiglia Benzonicon
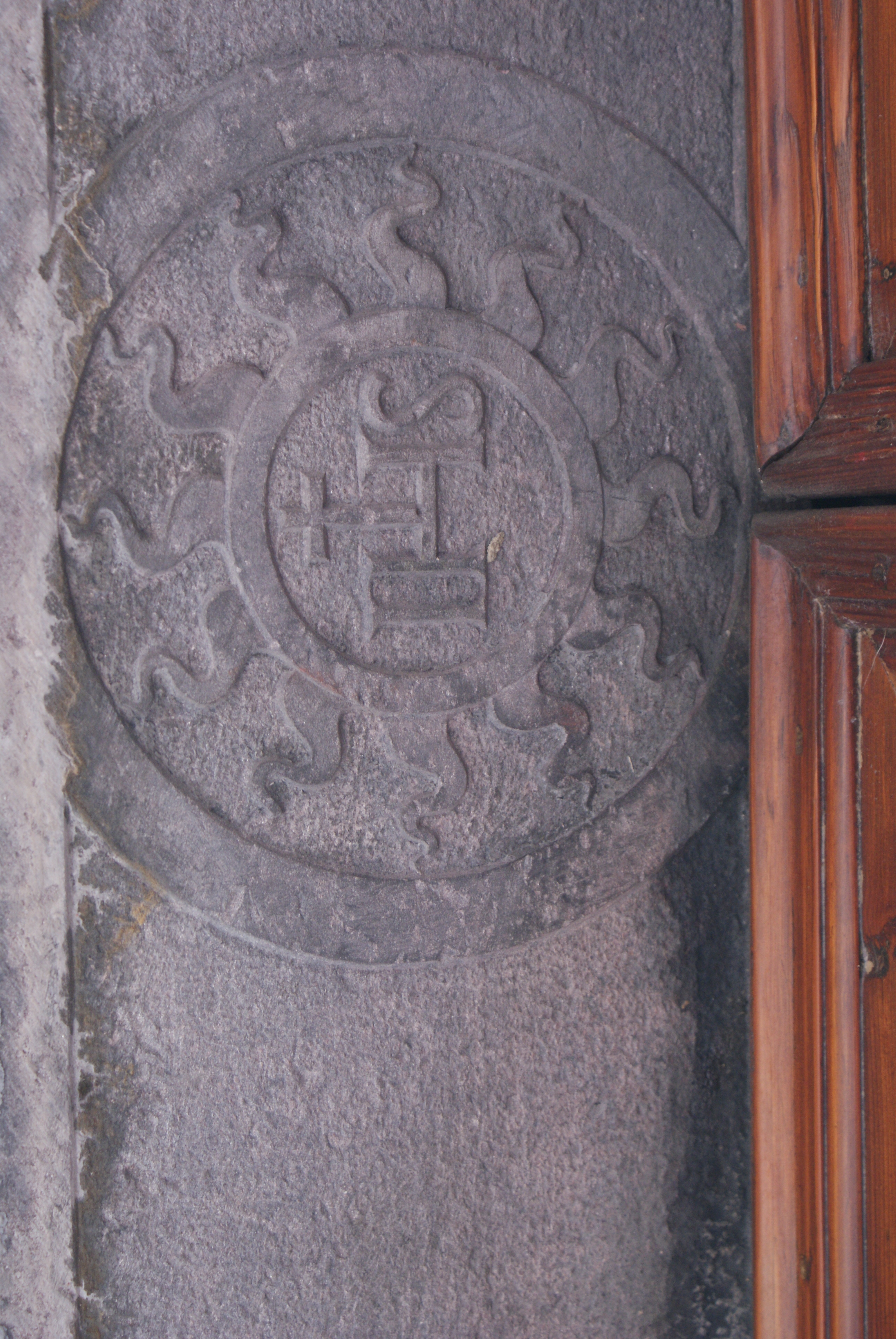
Palazzo Fanzago: Monogramma di S. Bernardino